# جادونی
جادونی (به ایتالیایی: Gadoni) یک کومونه در ایتالیا است که در استان نیورو واقع شده‌است.

## خصوصیات
جادونی ۴۳٫۴ کیلومترمربع مساحت و ۹۴۹ نفر جمعیت دارد و ۶۹۶ متر بالاتر از سطح دریا واقع شده‌است.